# Rodney Gibbons
Pour les articles homonymes, voir Gibbons (homonymie).
Rodney Gibbons est un réalisateur, directeur de la photographie et scénariste canadien.

## Filmographie

### Comme réalisateur
- 1993 : The Neighbor
- 1997 : Stranger in the House (en)
- 1998 : Owd Bob
- 1998 : Little Men
- 1999 : Lassie (série télévisée, 2 épisodes)
- 1999 : Back to Sherwood (série télévisée, 13 épisodes)
- 2000 : Le Manipulateur (Artificial Lies)
- 2000 : Le Chien des Baskerville (The Hound of the Baskervilles) (téléfilm)
- 2000 : Wilder
- 2001 : Le Signe des quatre (The Sign of Four) (téléfilm)
- 2001 : Le Pacte secret (The Secret Pact)
- 2001 : Crime en Bohême (The Royal Scandal) (TV)
- 2002 : Le Vampire de Whitechapel (The Case of the Whitechapel Vampire) (TV)
- 2002 : Silent Night (en) (téléfilm)
- 2004 : Mental Block (série télévisée, 2 épisodes)
- 2005 : Un amour véritable (Deadly Isolation) (TV)
- 2006-2007 : Mayday (série télévisée, 2 épisodes)

### Comme scénariste
- 1996 : My Hometown (série TV, 1 épisode)
- 1998 : La Captive
- 2002 : Le Vampire de Whitechapel (The Case of the Whitechapel Vampire) (TV)

### Comme directeur de la photographie
- 1978 : The Agony of Jimmy Quinlan
- 1980 : Pinball Summer
- 1981 : Meurtres à la St-Valentin (My Bloody Valentine) de George Mihalka
- 1988 : Something About Love
- 1989 : The Journey Home
- 1989 : Blind Fear
- 1990 : Amityville : La Malédiction (The Amityville Curse) (vidéo)
- 1990 : Back Stab
- 1991 : Scanners II : La Nouvelle Génération (Scanners II: The New Order)
- 1991 : L'assassin jouait du trombone
- 1992 : Twin Sisters (vidéo)
- 1992 : A Cry in the Night (TV)
- 1992 : Deadbolt (TV)
- 1994 : Stalked
- 1994 : The Paper Boy
- 1994 : Relative Fear
- 1995 : Planète hurlante (Screamers)
- 1996 : L'Homme idéal
- 1996 : Natural Enemy (vidéo)
- 1997 : Dead Innocent